# Nymphon
Nymphon är ett släkte av havsspindlar som beskrevs av J.C. Fabricius 1794. Nymphon ingår i familjen Nymphonidae.
Nympon har sju par extremiteter, det 1:a med saxklo, de 4 bakersta med gångben, som är flera gånger längre än den obetydliga kroppen.

## Dottertaxa tillNymphon, i alfabetisk ordning[1][2]
- Nymphon aculeatum
- Nymphon adami
- Nymphon adareanum
- Nymphon adenense
- Nymphon adenopus
- Nymphon aemulum
- Nymphon aequidigitatum
- Nymphon affine
- Nymphon akanei
- Nymphon akanthochoeros
- Nymphon albatrossi
- Nymphon aldabraense
- Nymphon altioculatum
- Nymphon andamanense
- Nymphon andriashevi
- Nymphon angolense
- Nymphon apertum
- Nymphon apheles
- Nymphon apicatum
- Nymphon arabicum
- Nymphon arcuatum
- Nymphon aritai
- Nymphon articulare
- Nymphon australe
- Nymphon banzare
- Nymphon barnardi
- Nymphon basispinosum
- Nymphon benthos
- Nymphon bergi
- Nymphon biarticulatum
- Nymphon bicornum
- Nymphon bicuspidum
- Nymphon biformidens
- Nymphon bigibbulare
- Nymphon bipunctatum
- Nymphon biserratum
- Nymphon boraborae
- Nymphon bouvieri
- Nymphon brachyrhynchum
- Nymphon braschnikowi
- Nymphon brevicaudatum
- Nymphon brevirostre
- Nymphon brevis
- Nymphon brevitarse
- Nymphon bucuspidum
- Nymphon bullatum
- Nymphon bunyipi
- Nymphon caementarum
- Nymphon caldarium
- Nymphon calypso
- Nymphon capense
- Nymphon centrum
- Nymphon chaetochir
- Nymphon chainae
- Nymphon citerium
- Nymphon clarencei
- Nymphon cognatum
- Nymphon comes
- Nymphon compactum
- Nymphon conirostrum
- Nymphon crenatiunguis
- Nymphon crosnieri
- Nymphon curvidens
- Nymphon dentiferum
- Nymphon diabolus
- Nymphon discorsicoxae
- Nymphon dissimilis
- Nymphon distensum
- Nymphon draconis
- Nymphon dubitabile
- Nymphon duospinum
- Nymphon elegans
- Nymphon elongatum
- Nymphon eltaninae
- Nymphon enteonum
- Nymphon falcatum
- Nymphon femorale
- Nymphon filatovae
- Nymphon flindersi
- Nymphon floridanum
- Nymphon forceps
- Nymphon foresti
- Nymphon forticulum
- Nymphon foxi
- Nymphon frigidum
- Nymphon galatheae
- Nymphon gerlachi
- Nymphon giltayi
- Nymphon giraffa
- Nymphon glabrum
- Nymphon gracile
- Nymphon gracilipes
- Nymphon granulatum
- Nymphon grossipes
- Nymphon grus
- Nymphon gruveli
- Nymphon gruzovi
- Nymphon gunteri
- Nymphon hadale
- Nymphon hamatum
- Nymphon hampsoni
- Nymphon hedgpethi
- Nymphon heterodenticulatum
- Nymphon heterodentum
- Nymphon heterospinum
- Nymphon hiemale
- Nymphon hirsutum
- Nymphon hirtipes
- Nymphon hirtum
- Nymphon hodgsoni
- Nymphon immane
- Nymphon improcerum
- Nymphon inaequipes
- Nymphon inerme
- Nymphon inferum
- Nymphon infundibulum
- Nymphon inornatum
- Nymphon isaenki
- Nymphon japonicum
- Nymphon kensleyi
- Nymphon kodanii
- Nymphon kurilense
- Nymphon kurilocompactum
- Nymphon kurilokamchaticum
- Nymphon lanare
- Nymphon laterospinum
- Nymphon leptocheles
- Nymphon lituus
- Nymphon lobatum
- Nymphon lomani
- Nymphon longicaudatum
- Nymphon longicollum
- Nymphon longicoxa
- Nymphon longimanum
- Nymphon longisetosum
- Nymphon longispinum
- Nymphon longitarse
- Nymphon longituberculatum
- Nymphon macabou
- Nymphon macilentum
- Nymphon macquariei
- Nymphon macrochelatum
- Nymphon macronyx
- Nymphon macrum
- Nymphon maculatum
- Nymphon maldivense
- Nymphon maoriana
- Nymphon maruyamai
- Nymphon mauretanicum
- Nymphon megacheles
- Nymphon megalops
- Nymphon mendosum
- Nymphon microctenatum
- Nymphon microgracilipes
- Nymphon micronesicum
- Nymphon micronyx
- Nymphon micropedes
- Nymphon microrhynchum
- Nymphon microsetosum
- Nymphon mixtum
- Nymphon modestum
- Nymphon molleri
- Nymphon molum
- Nymphon monothrix
- Nymphon multidens
- Nymphon multituberculatum
- Nymphon nakamurai
- Nymphon natalense
- Nymphon neumayri
- Nymphon nipponense
- Nymphon novaecaledoniae
- Nymphon novaehollandiae
- Nymphon nugax
- Nymphon obesum
- Nymphon ochoticum
- Nymphon ohshimai
- Nymphon okudai
- Nymphon orcadense
- Nymphon ortmanni
- Nymphon pagophilum
- Nymphon paralobatum
- Nymphon parasiticum
- Nymphon parum
- Nymphon paucidens
- Nymphon paucituberculatum
- Nymphon pedunculatum
- Nymphon perlucidum
- Nymphon petri
- Nymphon pfefferi
- Nymphon phasmatodes
- Nymphon pilosum
- Nymphon pixellae
- Nymphon pleodon
- Nymphon polare
- Nymphon preceroides
- Nymphon premordicum
- Nymphon primacoxa
- Nymphon procerum
- Nymphon profundum
- Nymphon prolatum
- Nymphon proximum
- Nymphon pseudogracilis
- Nymphon puellula
- Nymphon pumillum
- Nymphon punctum
- Nymphon quadriclavus
- Nymphon quadrispinum
- Nymphon residuum
- Nymphon rottnesti
- Nymphon rubrum
- Nymphon rybakovi
- Nymphon sabellum
- Nymphon sandersi
- Nymphon sarsii
- Nymphon schimkewitschi
- Nymphon schmidti
- Nymphon scotiae
- Nymphon serratidentatum
- Nymphon serratum
- Nymphon setimanus
- Nymphon setipedes
- Nymphon signatum
- Nymphon simulare
- Nymphon simulatum
- Nymphon singulare
- Nymphon sluiteri
- Nymphon soyoi
- Nymphon spicatum
- Nymphon spiniventris
- Nymphon spinosissimum
- Nymphon spinosum
- Nymphon stenocheir
- Nymphon stipulum
- Nymphon stocki
- Nymphon striatum
- Nymphon stroemii
- Nymphon strömii
- Nymphon subtile
- Nymphon surinamense
- Nymphon tanypalpes
- Nymphon tenellum
- Nymphon tenuipes
- Nymphon tripectinatum
- Nymphon trituberculatum
- Nymphon tuberculatum
- Nymphon tubiferum
- Nymphon typhlops
- Nymphon unguiculatum
- Nymphon uniunguiculatum
- Nymphon vacans
- Nymphon walvisense
- Nymphon veelovi
- Nymphon villosum
- Nymphon virgosa
- Nymphon vulcanellum
- Nymphon vulsum
- Nymphon zundianum